# Süplingen
Süplingen – dzielnica miasta Haldensleben w Niemczech, w kraju związkowym Saksonia-Anhalt, w powiecie Börde. Do 31 grudnia 2013 jako gmina należała do gminy związkowej Flechtingen. Do 30 czerwca 2007 należała do powiatu Ohre.